# Heuerstorf
Heuerstorf ist ein Ortsteil der Gemeinde Soltendieck in der Samtgemeinde Aue im niedersächsischen Landkreis Uelzen. 

## Geografie und Verkehrsanbindung
Der Ort liegt westlich des Kernortes Soltendieck und nordöstlich des Kernortes Bad Bodenteich.
Am westlichen Ortsrand fließt die Esterau, ein Nebenfluss der Stederau. Am nordwestlichen Ortsrand mündet der Soltendiecker Graben in die Esterau.
Nördlich verläuft die B 71. 
Die Landesgrenze zu Sachsen-Anhalt verläuft südöstlich. Nachbarort in Sachsen-Anhalt ist die Gemeinde Dähre im Altmarkkreis Salzwedel.
Heuerstorf liegt an der Bahnstrecke Stendal–Uelzen.